# Rajd na lotnisko Sidi Haneish
Rajd na lotnisko Sidi Haneish – operacja wojskowa przeprowadzona w nocy z 26 na 27 lipca 1942 roku. Oddział brytyjskiej Special Air Service dowodzony przez majora Davida Stirlinga zaatakował okupowane przez Niemców lotnisko Sidi Haneish w Egipcie podczas II wojny światowej. W wyniku ostrzału z karabinów maszynowych i użycia materiałów wybuchowych kilkadziesiąt samolotów Luftwaffe używanych do transportu zaopatrzenia dla sił Osi zostało zniszczonych lub uszkodzonych.
Rajd na lotnisko Sidi Haneish jest jedną z najbardziej ikonicznych akcji komandosów w czasie II wojny światowej, odtwarzaną w wielu dziełach kultury masowej.

## Tło sytuacyjne
W listopadzie 1941 roku 70% dostaw wysłanych do sił Osi w Afryce Północnej zostało utraconych w wyniku ataków powietrznych i morskich aliantów. Do 1942 roku siły niemieckie i włoskie w Afryce Północnej stanęły w obliczu poważnych niedoborów zaopatrzenia. Dostawy Osi były transportowane wzdłuż Półwyspu Apenińskiego, głównie koleją, do portów w południowych Włoszech w celu dostarczenia drogą morską do Afryki Północnej. Royal Navy wysyłała w ten obszar coraz większą liczbę okrętów i łodzi podwodnych, aby przechwytywać konwoje zaopatrzeniowe Osi, zmuszając w ten sposób Luftwaffe do wzięcia na siebie części ciężaru dostarczania zaopatrzenia dla Afrika Korps i żołnierzy włoskich drogą powietrzną. Teren w Afryce Północnej często utrudniał transport lądowy, zmuszając samoloty do latania pomiędzy odległymi pustynnymi lotniskami w celu dostarczania żołnierzy, amunicji, części zamiennych i żywności.
W lipcu 1941 roku major David Stirling utworzył Special Air Service w celu przeprowadzania nieszablonowych operacji za liniami wroga. Jednostka ta, początkowo nazwana Oddziałem „L” Brygady SAS, składała się z żołnierzy wywodzących się z konwencjonalnych jednostek armii brytyjskiej i przeszkolonych ad hoc w skokach ze spadochronem. Jednostka stacjonowała w oazie Jalo i zyskała rozgłos dzięki odważnym rajdom na niemieckie bazy, polegających na cichej infiltracji i niszczeniu zaparkowanych samolotów przy pomocy materiałów wybuchowych. Stirling był nazywany przez Niemców „Majorem Widmo”.

## Preludium
Stirling od jakiegoś czasu opracowywał plan ataku na lotnisko Sidi Haneish, kompleks położony 378 km na zachód od Kairu, który Niemcy nazywali Haggag el Qasaba. Rajd miał być przeprowadzony zgodnie z taktyką dotychczas nieznaną SAS – szturmowanie bazy w pojazdach, zamiast cichej infiltracji. Zwerbował Long Range Desert Group w celu zapewnienia pojazdów i transportu, oceniając siłę ognia i prędkość jeepów jako wystarczającą do pokonania niemieckiej obrony. Atakujący mieli przejechać 80 km przez pustynię z kryjówki w Bir el Quseir, a następnie zaatakować lotnisko 18 jeepami w dwóch kolumnach ze Stirlingiem na czele. Każdy jeep był wyposażony w cztery szybkostrzelne karabiny maszynowe Vickers K, pierwotnie zaprojektowane dla samolotów Royal Air Force. W nocy z 25 na 26 lipca komandosi przeprowadzili próbę generalną akcji.

## Rajd
Rajd rozpoczął się w nocy z 26 na 27 lipca, gdy 18 jeepów, każdy z trzema lub czterema komandosami brytyjskimi lub francuskimi na pokładzie, przemieszczało się po pustyni w szyku z wyłączonymi reflektorami. Pogoda była idealna, pełnia księżyca i bezchmurne niebo. Gdy atakujący zbliżyli się do lotniska, włączyły się światła na pasie startowym, wywołując zaniepokojenie komandosów, którzy obawiali się, że zostali wykryci. W rzeczywistości obsługa lotniska włączyła światła, aby umożliwić nocne lądowanie bombowca Luftwaffe. Stirling wystrzelił zieloną flarę i rozkazał jeepom skierować się na lotnisko w szyku „V”. Żołnierze SAS wjechali na pas startowy, strzelając z karabinów maszynowych załadowanych amunicją smugową, aby zniszczyć zaparkowane przy pasie niemieckie samoloty, w tym bombowce nurkujące Ju 87 Stuka, samoloty transportowe Ju 52 i myśliwce Bf 109. Niemieccy żołnierze odpowiedzieli ostrzałem z karabinów maszynowych i broni przeciwlotniczej, unieruchamiając jednego jeepa. Lance Bombardier John Robson, 21-letni żołnierz SAS obsługujący karabin maszynowy, został trafiony i zabity, stając się jedyną ofiarą aliantów w samym rajdzie. Atakujący zużyli większość amunicji, dlatego przed wycofaniem się porucznik Paddy Mayne umieścił ładunek wybuchowy w silniku zaparkowanego bombowca.

## Ewakuacja
Komandosi wycofali się na pustynię, dzieląc się na grupy składające się z trzech do pięciu jeepów, starając się uniknąć wykrycia przez niemieckie samoloty. Żołnierze SAS ukrywali się w ciągu dnia, maskując swoje pojazdy i przemieszczali się wyłącznie nocą. Wszystkie grupy z wyjątkiem jednej dotarły do Bir el Quseir. Tylko grupa jeepów obsługiwanych przez żołnierzy francuskich została spowolniona z powodu uszkodzeń i awarii samochodów, co pozostawiło ich zupełnie odsłoniętych na otwartej pustyni. Tam zostali zauważeni przez cztery bombowce nurkujące Stuka, które przeprowadziły dziewięć ataków, śmiertelnie raniąc spadochroniarza André Zirnhelda i niszcząc dwa pojazdy. Gdy Stukasom skończyła się amunicja, komandosi wsiedli do ostatniego sprawnego jeepa i dotarli nim w bezpieczne miejsce.

## Następstwa
Rajd zakończył się niekwestionowanym sukcesem. Atakujący zniszczyli 37 niemieckich samolotów, w tym bardzo cenne transportowce Ju 52, których strata zaostrzyła trudności z zaopatrzeniem sił Osi w Afryce.
Po śmiałej akcji brytyjskich i francuskich komandosów część jednostek frontowych państw Osi w Afryce została odwołana z linii w celu wzmocnienia garnizonów na tyłach, narażonych na śmiałe ataki komandosów, co wspomogło działania głównych sił aliantów.
Stirling został schwytany przez Niemców w styczniu 1943 roku i resztę wojny spędził w obozach jenieckich. Na stanowisku dowódcy SAS zastąpił go awansowany na majora Mayne.